# Mihai Cochior
Mihai Cochior (* 31. August 1999 in Bacău) ist ein rumänischer Leichtathlet, der im Langstrecken- und Hindernislauf an den Start geht.

## Sportliche Laufbahn
Erste internationale Erfahrungen sammelte Mihai Cochior beim Europäischen Olympischen Jugendfestival (EYOF) 2015 in Tiflis, bei dem er in 6:25,70 min den siebten Platz über 2000 m Hindernis belegte. Im Jahr darauf gelangte er bei den erstmals ausgetragenen Jugendeuropameisterschaften ebendort mit 6:15,53 min auf Rang 13 und im Dezember lief er bei den Crosslauf-Europameisterschaften in Chia nach 19:32 min auf dem 81. Platz im U20-Rennen ein. 2017 belegte er bei den U20-Balkan-Meisterschaften in Pitești in 9:30,29 min den vierten Platz über 3000 m Hindernis und im Jahr darauf gelangte er bei den U20-Balkan-Hallenmeisterschaften in Sofia mit 8:59,79 min auf Rang sieben im 3000-Meter-Lauf. Im Juni gewann er dann bei den U20-Balkan-Meisterschaften in Istanbul in 9:11,87 min die Bronzemedaille im Hindernislauf. Bei den Crosslauf-Europameisterschaften 2019 in Lissabon wurde er nach 27:18 min 73. im U23-Rennen und im Jahr darauf belegte er bei den Balkan-Meisterschaften in Cluj-Napoca in 9:22,37 min den achten Platz über 3000 m Hindernis, 2022 gelangte er bei den Balkan-Meisterschaften in Craiova mit 9:11,36 min auf Rang sieben.
In den Jahren 2020 und 2022 wurde Cochior rumänischer Meister im 3000-Meter-Hindernislauf.

## Persönliche Bestleistungen
- 3000 Meter: 8:37,23 min, 5. Juni 2021 in Cluj-Napoca
  - 3000 Meter (Halle): 8:33,64 min, 6. Februar 2021 in Bukarest
- 5000 Meter: 14:52,35 min, 3. Juli 2021 in Cluj-Napoca
- 3000 m Hindernis: 9:09,63 min, 25. Juni 2022 in Craiova